# پلکان علیا آبسرده
پلکان علیا آبسرده در شهرستان خرم‌آباد، بخش چغلوندی، دهستان بیرانوند شمالی، روستای پلکان علیا واقع شده و این اثر در تاریخ ۲۸ اسفند ۱۳۸۵ با شمارهٔ ثبت ۱۸۵۵۲ به‌عنوان یکی از آثار ملی ایران به ثبت رسیده است.
در این بخش طابفه متش سلطان ویس قرار داشته و از عمو زادگان نورعلی خان متش و محمد حسین خان متش هستند
وجود تپه تاریخی پاقلا که مملو از اثار باستانی گنج و طلا می باشد گواه بر قدمت داشتن این روستا است 